# Keigo Numata
Keigo Numata (jap. 沼田 圭悟 Numata Keigo; ur. 24 lipca 1990) – japoński piłkarz występujący na pozycji obrońcy. Obecnie występuje w Omiya Ardija.

## Kariera klubowa
Od 2012 roku występował w klubach Gamba Osaka, Kamatamare Sanuki i Omiya Ardija.